# Colibrí inca negre
El colibrí inca negre (Coeligena prunellei) és una espècie d'ocell de la família dels troquílids (Trochilidae).

## Descripció
- Ocell que fa uns 13.9 cm de llarg incloent els 3 cm del bec.
- Plomatge principalment negrós amb taques blanques en ambdós costats del pit. Muscles blau iridescent. Petita taca blau verdós o camussa iridescent a la gola. Cua negra amb les plomes sota les cobertores rodejades de blanc.[1]

## Hàbitat i distribució
Habita els boscos de muntanya dels Andes de l'est de Colòmbia.